# Tipitaka

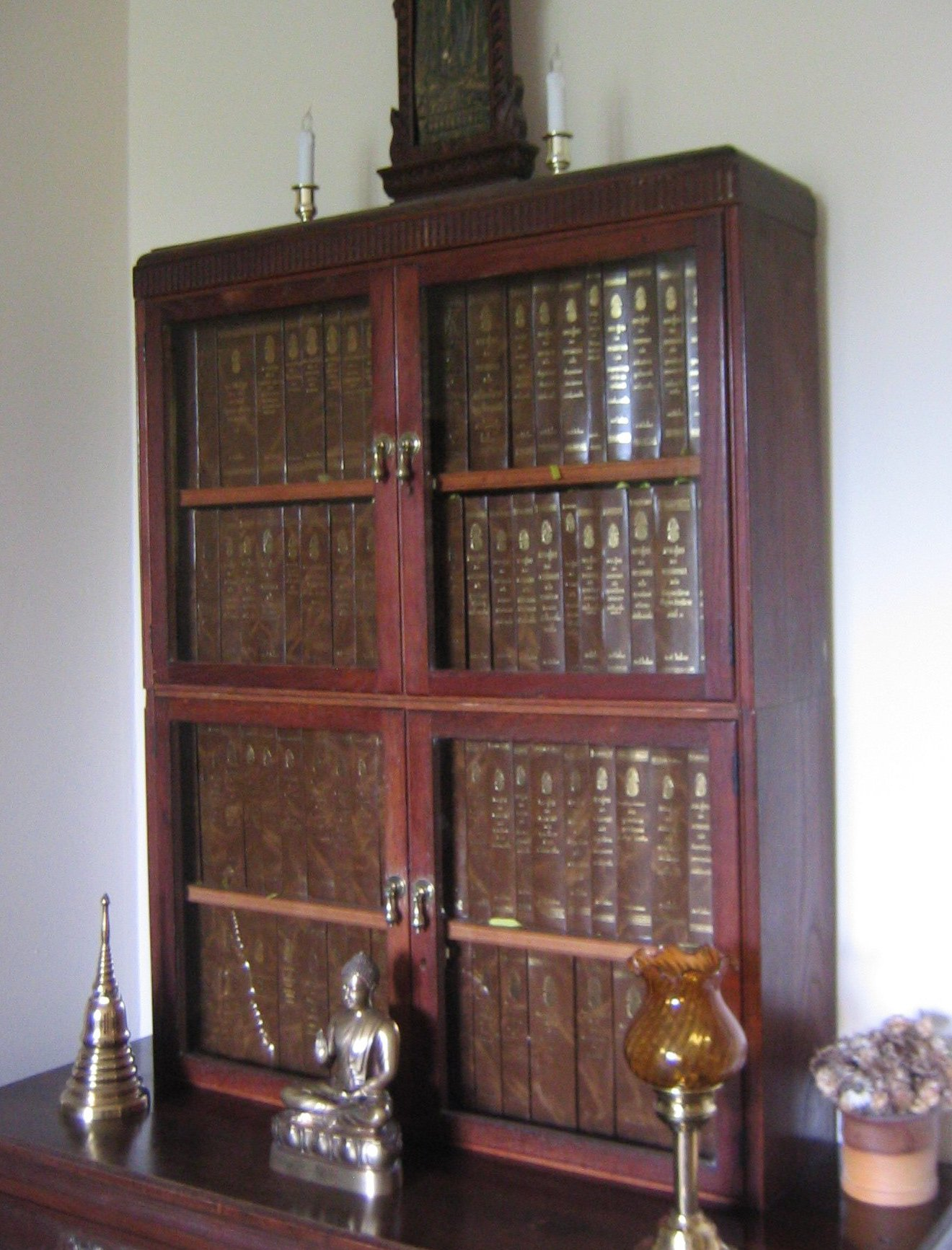
Hela palikanonen på thailändska. Palikanonen är den mest kompletta tripitakan som finns bevarad

Tripitaka (sanskrit) eller Tipitaka (pali) som betyder "tre korgar" är de heliga skrifter, som bildar buddhismens kanon.
Det var det vanligaste sättet inom den tidiga buddhismen att organisera buddhismens läror på. Indelningen var:
- Vinaya-pitaka: "korgen av disciplin", här fanns bland annat munkar och nunnors levnadsregler och historier som beskrev varför reglerna blev insatta. Det fanns dock inte bara en vinaya-pitaka, utan flera olika som användes/används av olika buddhistiska inriktningar. Därför kunde innehållet variera beroende på version.[3]
- Sutra-pitaka: sutrornas korg; innehöll tusentals texter som tillskrevs Buddha, samt texter vars innehåll Buddha sägs ha godkänt. Likt vinaya-pitaka fanns det flera olika versioner av denna skriftsamling.[4]
- Abhidharma-pitaka: Utgjorde försök hos de tidiga buddhistiska inriktningarna att klargöra innebörden i sutrorna, samt att systematisera den buddhistiska läran.[5]

De tidiga buddhistiska inriktningarna hade sina egna tripitakor; palikanonen som används inom theravada är den mest kompletta som finns kvar idag, men delar av andra tidiga inriktningars tripitakor finns bevarade inom den kinesiska och den tibetanska skriftkanonen. Termen "tripitaka" har dock även använts för att referera till buddhistiska skriftkanoner som inte är strikt uppdelade som en tripitaka.